# Hura
Hura es un género de plantas de la familia Euphorbiaceae. Incluye al ochoó (H. crepitans). Es originario de México y América tropical.

## Descripción
Son grandes árboles con el tronco cubierto de acúleos duros, puntiagudos y cónicos, látex copioso, lechoso o translúcido; plantas monoicas. Hojas alternas, simples, ampliamente ovadas, 7-18 cm de largo y 6-16 cm de ancho, 1.1-1.4 (-1.7) veces tan largas como anchas, ápice cuspidado-acuminado, base profundamente cordada a redondeada u obtusa, márgenes gruesamente crenados, los dientes frecuentemente con glándulas apicales, cartáceas, pinnatinervias, nervios secundarios 12-20 en cada lado, conspicuos, prominentes en el envés, conectados por numerosos nervios inconspicuos; pecíolos largos, con 2 glándulas redondeadas en el ápice, estipulados. Flores estaminadas en espigas densas, terminales, pedúnculo 2-12 cm de largo, cada flor envuelta por una bráctea membranácea que se abre longitudinalmente en la madurez, cáliz cupular y denticulado, pétalos y disco ausentes, estambres numerosos, filamentos fusionados en una columna, anteras en 2 numerosos verticilos; flores pistiladas solitarias en las axilas de las hojas superiores, pedicelos 1-6 cm de largo, cáliz cupuliforme, 4-7 mm de largo, pétalos y disco ausentes, ovario 5-20-locular, cada lóculo con un óvulo, estilos connados en una columna larga y radiada en el ápice, 2.5-5 cm de largo, disco apical ca. 1 cm de diámetro, lobos angostos y extendiéndose más de 0.5-1 (-2) cm. Fruto una cápsula grande, 3-5 cm de largo y 5-8 cm de diámetro, leñosa, algo deprimida, con dehiscencia explosiva; semillas grandes, suborbiculares, 1.5-2 cm de diámetro, lateralmente comprimidas, ecarunculadas.

## Taxonomía
El género fue descrito por Carlos Linneo y publicado en Species Plantarum 2: 1008. 1753.

## Especies aceptadas
A continuación se brinda un listado de las especies del género Hura aceptadas hasta marzo de 2014, ordenadas alfabéticamente. Para cada una se indica el nombre binomial seguido del autor, abreviado según las convenciones y usos.
- Hura crepitans L.
- Hura polyandra Baill.